# Testimony: Vol. 1, Life and Relationship
Pour les articles homonymes, voir Testimony.
Albums de India.Arie
Voyage to India
(2002) Testimony: Vol. 2, Love and Politics
(2009)
Testimony: Vol. 1, Life and Relationship est le troisième album studio de la chanteuse de neo soul/RnB américaine India.Arie. Cet album est sorti le 27 juin 2006 et se vendit à 161 000 copies aux États-Unis durant la première semaine de sa sortie. Atteignant directement la première place du Billboard 200 et du Top R&B/Hip-Hop Albums, ce fut la première fois qu'Arie atteint la première place du Billboard 200 et la seconde du classement RnB.
Cet album s'est vendu à 689 000 copies aux États-Unis à la fin de l'année 2008. En 2007, il fut nommé dans trois catégories aux Grammy Awards dont celle du "Meilleur album RnB".

## Liste des titres
1. Intro: Loving – 1:30
2. These Eyes – 4:31
3. The Heart of the Matter – 5:15
4. Good Morning – 5:27
5. Private Party – 3:52
6. There's Hope – 3:56
7. Interlude: Living – 1:23
8. India'Song – 5:26
9. Wings of Forgiveness – 4:59
10. Summer (featuring Rascal Flatts) – 3:14
11. I Am Not My Hair – 3:49
12. Great Grandmother – 0:34
13. Better People – 3:43
14. Outro: Learning – 1:32
15. I Choose (featuring Bonnie Raitt) – 4:45
16. This Too Shall Pass (piste cachée) – 5:52

### Édition britannique
1. I Am Not My Hair (Mix de Urban A/C) – 4:20
2. This Too Shall Pass (piste cachée) – 5:52

### Édition exclusiveiTunes
1. I Am Not My Hair (Remix de Yoruba Soul)
2. This Too Shall Pass (piste cachée) – 5:52

NOTE: I Am Not My Hair (Remix de Yoruba Soul) peut être téléchargée gratuitement à partir d'iTunes en achetant le Pack Cadeau des Editions Collectors iTunes d'India.Arie.

### Édition Exclusive Target
1. Just for Today (Embrace the Mystery) – 4:31
2. This Too Shall Pass (piste cachée) – 5:52

### Édition ExclusiveCircuit City
1. Simple Yes – 4:48
2. This Too Shall Pass (piste cachée) – 5:52

NOTE: "I Am Not My Hair" (Remix de Yoruba Soul) peut être téléchargée gratuitement à partir d'iTunes en achetant le Pack Cadeau des Editions Collectors iTunes d'India.Arie.

### Édition Exclusive Target
1. "Just for Today (Embrace the Mystery)" – 4:31
2. "This Too Shall Pass" (piste cachée) – 5:52

### Édition ExclusiveCircuit City
1. "Simple Yes" – 4:48
2. "This Too Shall Pass" (piste cachée) – 5:52

## Singles
- "I Am Not My Hair"
- "There's Hope"
- "The Heart of the Matter"

## Classements hebdomadaires
| Classement (2006)                   | Meilleure place |
| ----------------------------------- | --------------- |
| Allemagne (Media Control AG)        | 58              |
| États-Unis (Billboard 200)          | 1               |
| États-Unis (Top R&B/Hip-Hop Albums) | 1               |
| France (SNEP)                       | 141             |
| Italie (FIMI)                       | 56              |
| Pays-Bas (Mega Album Top 100)       | 24              |
| Royaume-Uni (R&B Albums)            | 13              |
| Suisse (Schweizer Hitparade)        | 25              |

## Certifications
| Pays              | Certification | Unités certifiées |
| ----------------- | ------------- | ----------------- |
| États-Unis (RIAA) | Or            | 500 000           |